# أولاد راشد
أولاد راشد بلدية بولاية البويرة.